# Semiha Yankı
Semiha Yankı (* 15. Januar 1958 in Istanbul) ist eine türkische Sängerin und war die Vertreterin der Türkei beim Eurovision Song Contest 1975 in Stockholm und damit die erste Vertreterin der Türkei beim Wettbewerb.

## Leben und Wirken
Als Kind einer Zirkuskünstlerfamilie trat sie schon in ihrer Kindheit und in ihrer Jugend als Zirkusakrobatin auf. Nachdem ihr Bruder, ein Seiltänzer, während eines Auftritts tödlich verunglückte, verließ sie die Arbeit im Zirkus und wechselte zur Musik.
1975 vertrat sie die Türkei beim Eurovision Song Contest mit dem Lied Seninle bir dakika (deutsch: „Eine Minute mit dir“). Bei der türkischen Vorentscheidung gab es einen Gleichstand zwischen Seninle bir dakika und Delisin (deutsch: „Du bist verrückt“), das von der damals in der Türkei sehr erfolgreichen Mädchenband „Cici Kızlar“ gesungen wurde. Durch die darauf folgende Auslosung zwischen beiden Liedern wurde Semiha Yankı durch Losglück zur ersten Vertreterin der Türkei beim Wettbewerb.
In Stockholm belegte sie beim Debüt der Türkei mit nur 3 Punkten aus Monaco den letzten Platz.

## Diskografie

### Alben
- 1981: Gönül Oyunu
- 1986: Büyük Aşkımız
- 1989: Adını Yollara Yazdım
- 1990: Ben Sana Mecburum
- 1991: Sevgi Üstüne
- 1995: Hayırlı Olsun
- 1997: Çöz Beni / Ayrılanlar İçin
- 2004: Seni Seviyorum

### Singles (Auswahl)
- 1975: Seninle Bir Dakika
- 1978: Sıcak Sımsıcaksın